# Pancracio

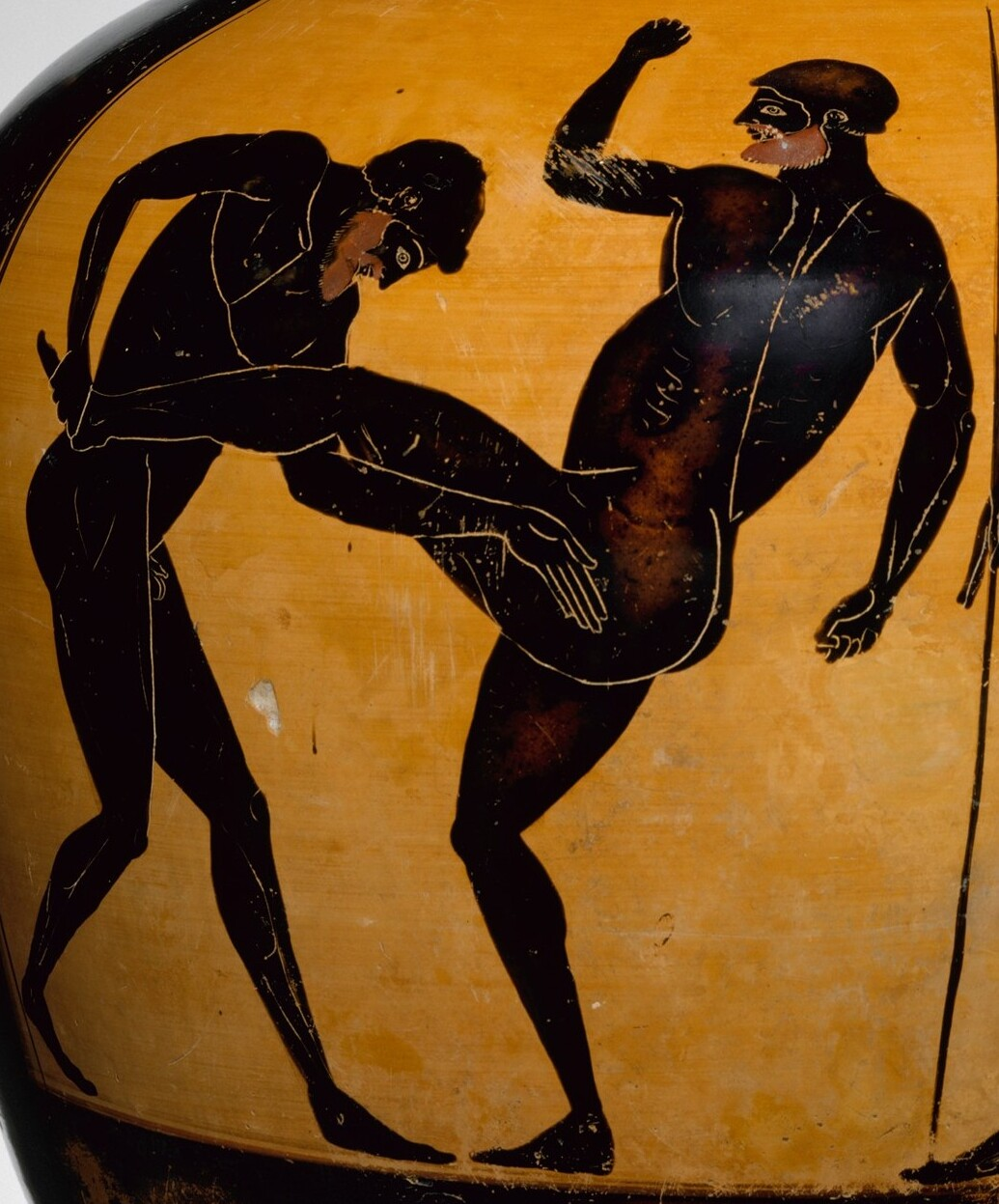
Pancraciastas en combate, Pintor de Kleophrades, Siglo V a. C.

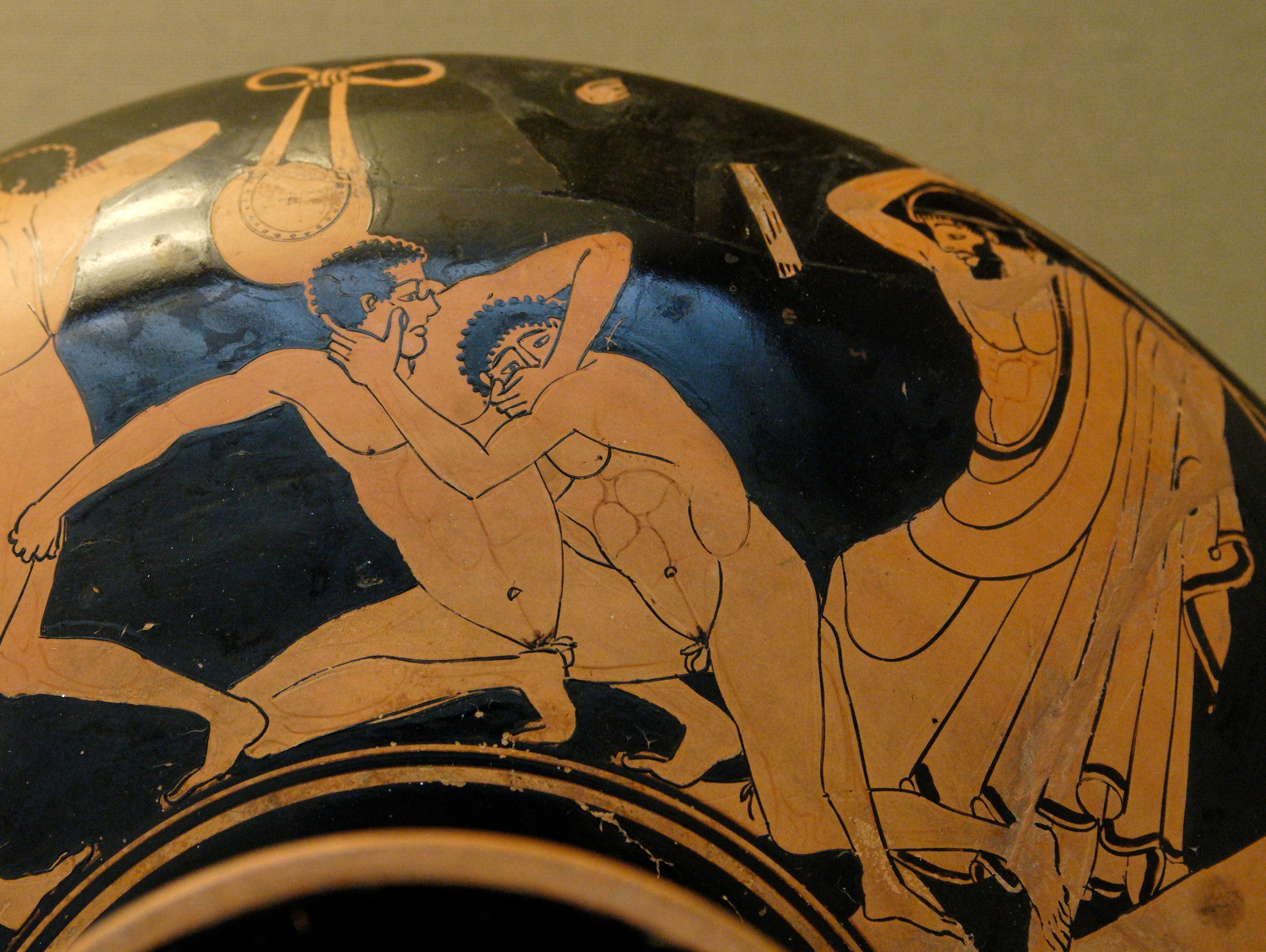
Escena de pancracio: el luchador de la derecha intenta reventar el ojo de su adversario. El árbitro interviene con un látigo para sancionar la falta. Kílix, 490-480 a. C., Museo Británico.

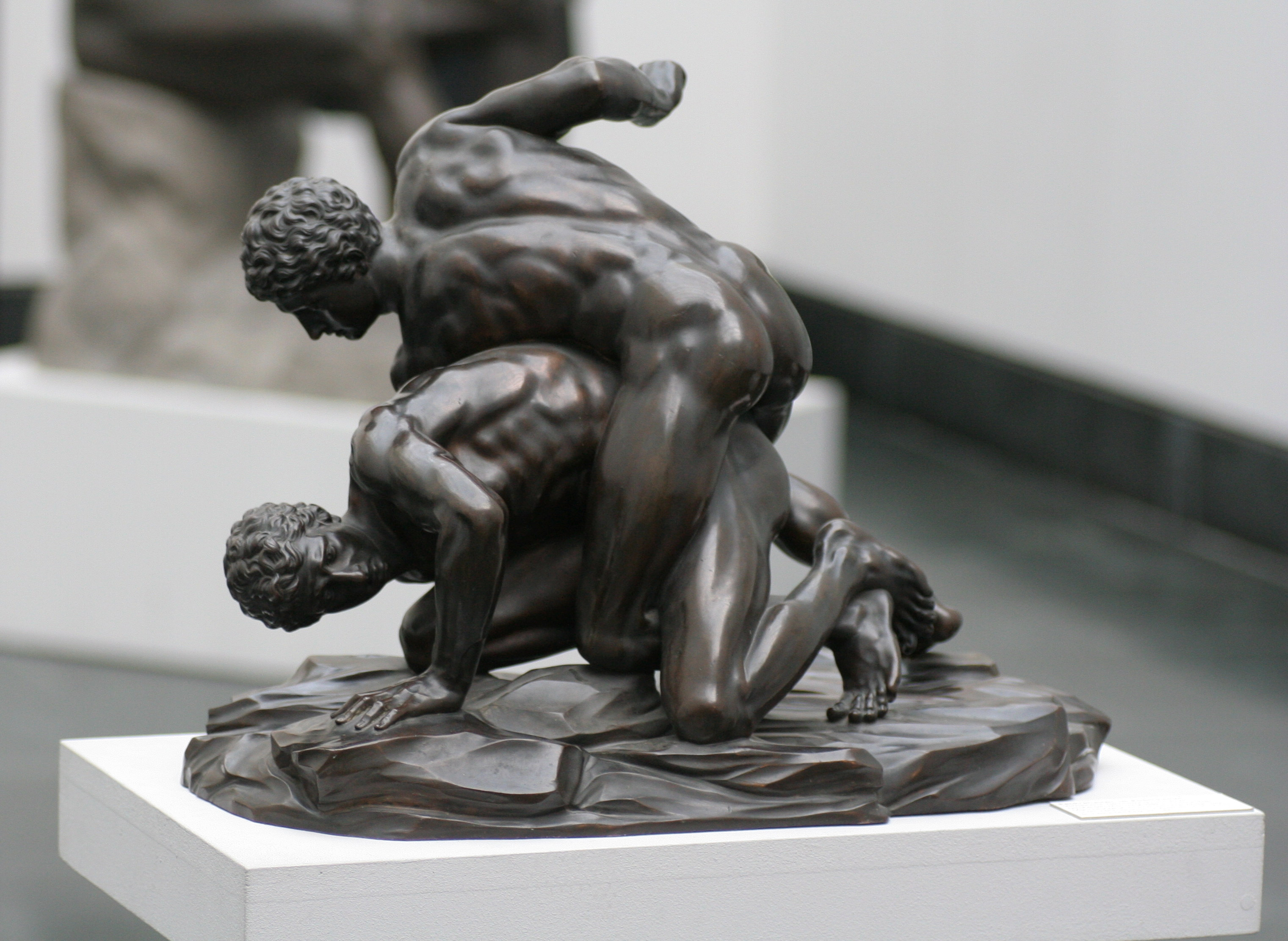
Pancraciastas
siglo III a. C.

El pancracio (griego antiguo: πανκράτιον/pankrátion) era una competición deportiva de los Juegos Olímpicos Antiguos, una combinación de boxeo griego antiguo con patadas, semejante al kickboxing, y lucha, aunque se permitía prácticamente cualquier ataque con cualquier miembro del cuerpo, similar a las actuales artes marciales mixtas (MMA), y considerablemente con menos restricciones que estas.
El término pancracio se utiliza hoy en día como sinónimo de «lucha libre profesional».

## En la mitología griega
Los griegos atribuían su invención a Teseo, cuando se enfrentó al Minotauro. Baquílides, en cambio, atribuye su creación en conmemoración a Heracles, en su lucha con el león de Nemea. Aristóteles atribuye su descubrimiento a Leukaros de Acarnania.
El pancracio fue incluido en los 33° Juegos Olímpicos en el año 648 a. C. y su primer campeón fue Ligdamis de Siracusa.

## Técnicas y reglas
Al ser una mezcla de lucha (pale, en griego) y boxeo (pyx), en el pancracio se utilizaban técnicas de ambas disciplinas, tales como el hedran strephein que se puede traducir como «voltear el trasero», el meson echein o «agarrar del medio», el trachelizein o «sujetar por el cuello» y el ankyrizein o «lanzar desde el anca», entre otros.
Otros movimientos a mencionar: el gastrizein que consistía en una patada al estómago, el apopternizein en donde el luchador tomaba a su adversario del tobillo para hacer que perdiera  la estabilidad y cayera al suelo, y el klimakismos en donde el luchador atrapaba a su rival por detrás, por el cuello y comenzaba a estrangularlo.

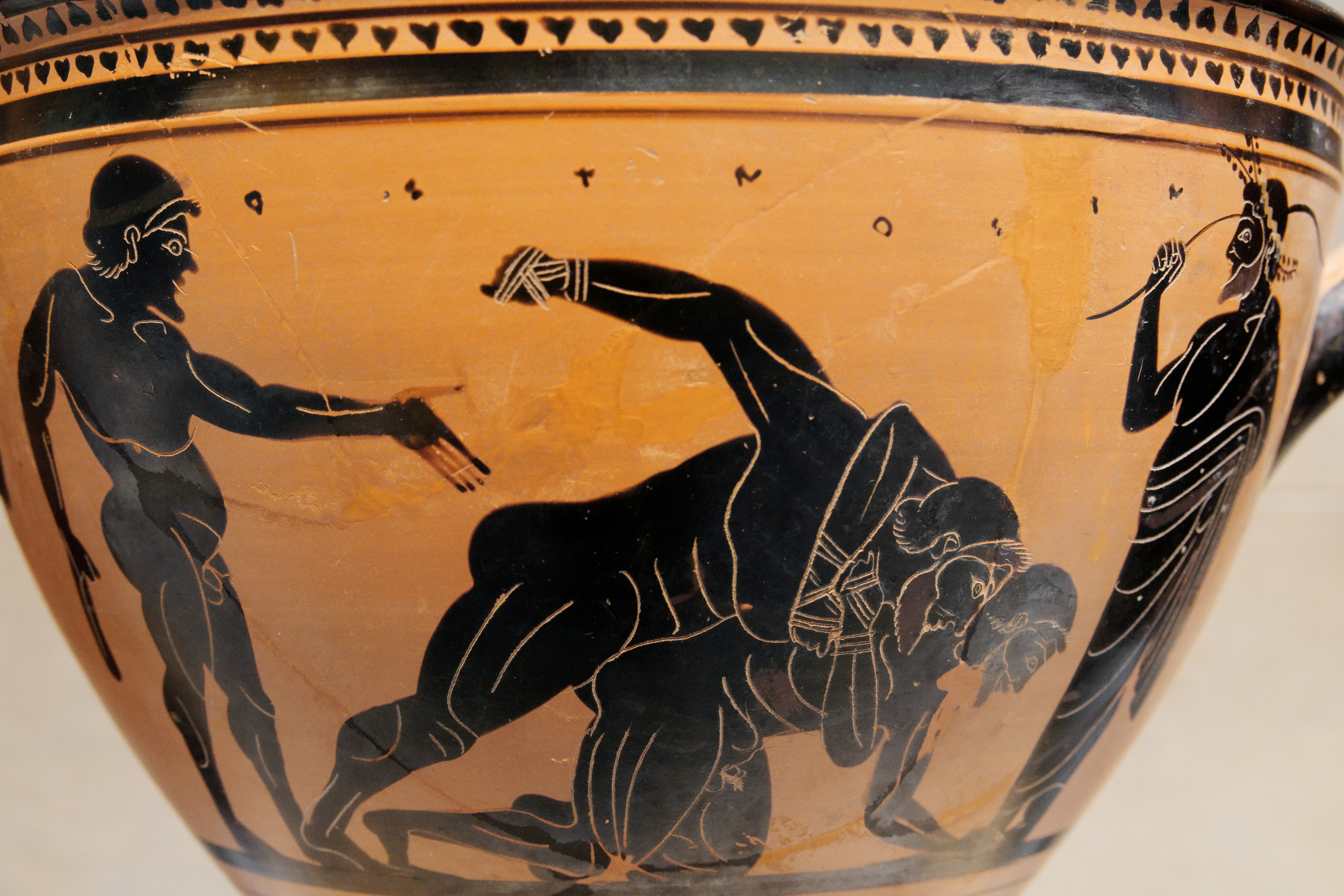
Combate de pancracio bajo los ojos de un entrenador y de un espectador. Cara A de un esquifo de figuras negras.

Se permitían los puñetazos, aunque los luchadores no envolvían sus manos con los himantes o vendas. Más o menos estaba permitido todo. Aplastamientos con los pies y manotazos, entre otras cosas. Ni siquiera se respetaban los genitales.
Los golpes en la cara, la aplicación de presas de aplastamiento o de estrangulación, la rotura y la dislocación de miembros también eran técnicas de mucho éxito.
Hacer zancadillas, coger al adversario y lanzarse sobre él eran prácticas muy comunes. Ataques como pegar una patada baja al oponente estaban perfectamente permitidos. Una de las técnicas, la tijera, buscaba tener enlazado el abdomen del rival con las piernas, para asfixiar al rival con las manos libres. Esta táctica fue precisamente la que le costó la vida al campeón olímpico Arriquión de Figalia en la 54.ª (quincuagésimo cuarta) edición de los Juegos Olímpicos (en el 564 a. C.). Polidamas de Escotusa fue campeón olímpico en el 408 a. C.
Las reglas solo penalizaban el morder y meter los dedos en los ojos, la nariz o la boca del oponente.
Burlándose de los atletas, el médico romano Galeno otorgó alguna vez un premio a un burro por haberse destacado en los pisotones.
Pausanias comenta sobre Sóstratos de Sición:

Al lado de la imagen de Lisandro está la del pancraciasta Sóstratos de Sición, también llamado Acroquersites. Éste siempre intentaba atrapar primero los dedos del oponente para rompérselos. Y lo continuaba haciendo hasta notar que el otro abandonaba la lucha. Alcanzó la victoria en las competiciones de Nemea, doce en total, tres triunfos en Olimpia y dos en los Juegos Píticos.

Leontiscos de Mesina usaba también esta técnica.
Puesto que en el pancracio no se aplicaban las reglas de la lucha perpendicular, el combate duraba hasta que uno de los oponentes desistía, lo cual se señalaba levantando un dedo.
Al igual que en el boxeo y la lucha, esta competición tenía divisiones separadas para jóvenes y adultos.
Lograr la corona en el pancracio sin antes haber sido ephedros se consideraba un triunfo notable. Tal fue el caso de P. Cornelio Ariston, que como vencedor de la lucha anterior tuvo que enfrentarse inmediatamente después a un rival descansado, es decir, a uno que había quedado fuera por sorteo.
Por extraño que parezca, el pancracio no era tan brutal como el boxeo. Por ello figuraba antes en el programa olímpico.
El juego sucio era tan común en el pancracio, que Luciano de Samosata en su obra Vida de Demonacte dice:

Percatándose cuan sucio se estaba convirtiendo el juego entre los atletas, quienes a menudo además de utilizar las técnicas de boxeo y lucha utilizaban sus dientes, (Demonax) dijo que no era de admirarse que los fanáticos de los campeones los describiesen como leones.

Distintos escritores de la antigüedad clásica incluyeron combates de pancracio en sus obras; tal es el caso de Heliodoro en su novela Etiópicas.
En su obra Explicaciones de 12 Salmos de David (Salmo 36, comentario 55), Ambrosio de Milán describe tres tipos de combates: el palaestae o luchador que solo puede aferrarse sin poder utilizar sus puños para golpear, el pyctae o boxeador que golpea con sus puños cubiertos por unas cintillas de cuero o cestus, y el pammachiarii o pancraciasta que lucha de manera libre, utilizando golpes de puño, lucha cuerpo a cuerpo sujetando a su rival de las extremidades y hasta puede recurrir a trucos como el de arrojar arena a los ojos del rival.
En los 145.os Juegos olímpicos del año 200 a. C., se introdujo el pancracio para muchachos de entre 12 hasta 17 años de edad.

### Técnicas de golpeo

#### Golpeo con las piernas
Los golpes ejecutados con las piernas eran una parte importante del pancracio y una de sus principales características. Patear bien era una gran ventaja para el pancraciasta. Epicteto hacía mofa de una anécdota que recogió en la que un luchador felicitaba a otro con la siguiente expresión: «tú pateas bien». El uso de las patadas era tan habitual y eficaz para el pancraciasta que en una oportunidad, según una anécdota recogida por Galeno, a un luchador se le premió con un burro por su excelencia en la técnica de dar patadas.

#### Derribos y lanzamientos
Un truco muy usado por los pancraciastas era el de tomar a su oponente por el pie o el tobillo y lanzarlo de espaldas contra el suelo. Este movimiento de lucha se encuentra representado en las pinturas de las Tumbas de Beni-Hassan.
Otro tipo de lanzamiento es aquel denominado por Edward Norman Gardiner como «lanzamiento de estómago». Gardiner describe el lanzamiento de la siguiente manera: el luchador sujeta a su oponente de los hombros o de los brazos, se deja caer hacia atrás, de espaldas en dirección al suelo y mientras realiza la maniobra, coloca la planta del pie sobre el estómago del oponente y de esta manera lanza al oponente por sobre su cabeza. De esta manera, el oponente cae duramente de espaldas contra el suelo mientras. Un movimiento muy similar al antes descrito es el que se conoce en la lucha libre profesional como monkey flip. Este movimiento es conocido en judo como Tomoe nage.

#### Patadas al estómago
La patada recta con la parte inferior del pie hasta el estómago (γαστρίζειν/λάκτισμα εἰς γαστέραν - gastrizein o laktisma eis gasteran, "patear en el estómago") era aparentemente una técnica común, dada la cantidad de representaciones de tales patadas en jarrones. Lucian menciona este tipo de patada.

#### Desempate oklímax
Cuando el sol se ponía en el horizonte y caía la noche y el combate aún no tenía un ganador, los árbitros detenían la pelea y hacían que los atletas decidieran el combate mediante un desempate o klímax que consistía en que cada luchador, alternativamente, debía permanecer de pie y sin moverse esperando que el otro luchador le propinara un golpe de puño. Este intercambio de golpe continuaba hasta que el último hombre quedara en pie o hasta que se rindiera.

#### Rangos de combate
En un encuentro de pancracio, la decisión de los atletas sobre la estrategia a seguir, depende de la distancia que separa a uno de otro luchador. Todo encuentro de pancracio comenzaba con los dos atletas frente a frente y de pie. Si la distancia entre los atletas rondaba el metro y medio de longitud, los pancraciastas optaban por lanzarse patadas. Cuando se acercaban a un metro de distancia, los atletas comenzaban a lanzarse golpes de puño en un encuentro de boxeo. A una distancia de medio metro, los luchadores entraban en una zona de entrampe en la que los pancraciastas preferían atraparse por las extremidades y por el cuerpo; también se intercambiaban golpes con el codo, la cabeza y la rodilla. A menos de medio metro de distancia, los atletas entraban en la zona de lucha cuerpo a cuerpo, privilegiando las tomas de lucha, los lanzamientos, los derribos, levantaba en vilo a su oponente por las rodillas o por la cintura para lanzarlos sobre la arena y practicaban todo tipo de sumisiones.

### Pancraciastas famosos
- Arraquión de Figalia
- Calias de Atenas
- Citómaco de Tebas[14]
- Diágoras de Rodas
- Dorieo de Rodas, hijo de Diágoras
- Teágenes de Tasos
- Polidamas de Escotusa

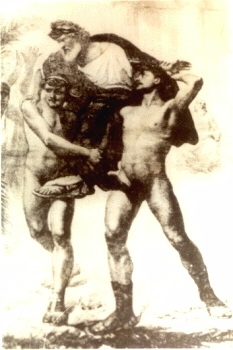
Diágoras llevado en hombros por sus dos hijos Damageto y Acusilao tras ser éstos coronados vencedores en los Juegos Olímpicos.

- Marco Aurelio Asclepíades, campeón alrededor del 180 d. C.
- Marco Aurelio Demostratos Damas.[15]
- Sóstrato Acroquersites de Sición: su apodo Acroquersites significa hombre-dedos por su técnica de obligar a sus contrincantes a rendirse quebrándoles los dedos.[16]
- Piteas de Egina campeón de pancracio en los Juegos Nemeos del 483 a  C. a quien el poeta Píndaro le dedicara un poema.[17]
- Dioxipo de Atenas, amigo personal de Alejandro Magno.[18][19]

## Combates épicos

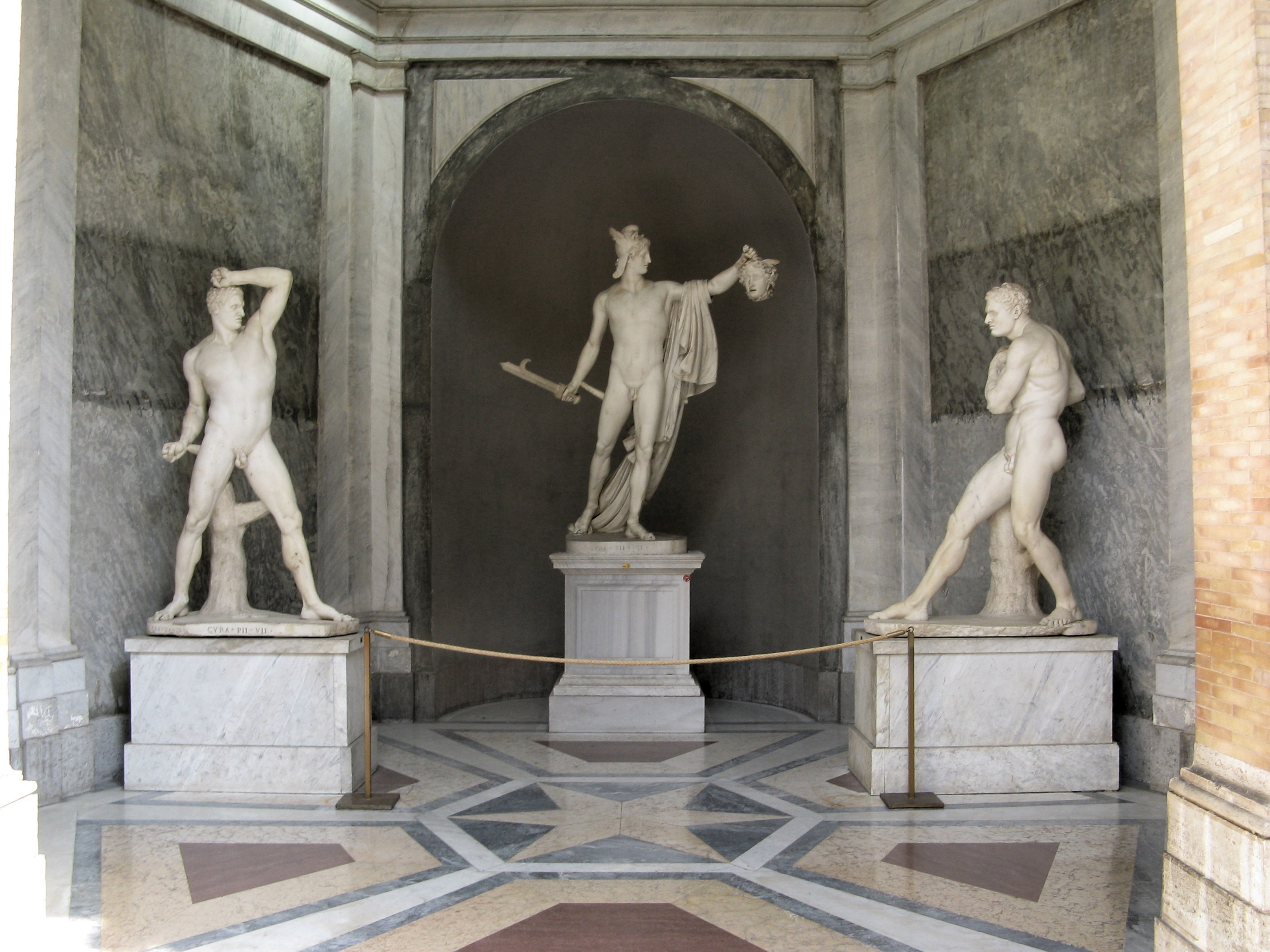
Creugas y Damóxeno (Museos Vaticanos). Creugas (izquierda) muestra el brazo en alto y ofrece su costado y Damóxeno (derecha) está presto para dar el golpe mortal.

En el año 564 a. C. Arraquión (Arriquión, según otras traducciones), campeón de Figalia, se enfrenta con otro luchador de la Hélade cuyo nombre no ha quedado registrado en la historia, en el combate final del pancracio. En un momento determinado del combate, el rival de Arraquión gana la espalda del campeón de Figalia, salta sobre Arraquión y rodea con sus brazos el cuello del campeón de Figalia. Arraquión trata desesperadamente de liberarse de la llave de estrangulamiento que le aplica su rival. Cuando está a punto de ser vencido, Arraquión oye los gritos de su entrenador:

¡Qué magníficos funerales tendrías si no te rindes en Olimpia!

Conmovido por la arenga de su entrenador, Arraquión, en un supremo esfuerzo, logra voltear a su rival y le tuerce salvajemente el pie. Sin poder soportar el dolor, el rival suelta a Arraquión y levanta el dedo en señal de rendición, pero antes de ser vencido, el luchador logra romperle el cuello a Arraquión y lo mata.
Se cuenta que la multitud estalló en vítores y aplausos, festejando la muerte heroica de Arraquión, mientras su cadáver era adornado con una corona de laureles.
El épico combate de Arraquión fue recogido por Filóstrato en el libro segundo de su obra Imágenes y por Pausanias en el libro octavo de su obra Descripción de Grecia.
Otro combate memorable de pancracio fue el que sostuvieron Creugas, campeón de Epidamno, y Damóxeno de Siracusa en los Juegos Nemeos del 400 a. C. Después de combatir durante varias horas, el sol se puso en el horizonte y, siguiendo las reglas del pancracio, el combate fue suspendido. Las mismas reglas del combate establecían que de no haber un ganador antes de la puesta del sol, la pelea debía ser decidida de la siguiente manera: cada contendor tendría el derecho de golpear al otro, por turno, hasta que uno de los dos quedara en pie. Cada luchador tendría el derecho de exigir a su rival de adoptar la postura corporal que el hombre que iba a ejecutar el golpe quisiese y el hombre que iba a recibir el golpe no debía hacer el menor movimiento para intentar esquivar el golpe. Le tocó en suerte a Creugas ser el primero en lanzar el golpe y exigió a Damóxeno que bajase los brazos para recibir el golpe. Después de que Creugas impactara su puño en el rostro de Damóxeno, Damóxeno se recupera del golpe y luego, cuando le toca su turno, le ordena a Creugas que levante su brazo en alto y que le presente su costado. En un golpe ilegal en el pancracio, Damóxeno, con la mano abierta y los dedos extendidos como si fuera un cuchillo, le hunde la mano por debajo de la caja torácica a Creugas y le saca los intestinos, matándolo en el acto. Los jueces consideraron que Damóxeno había vencido de forma totalmente impropia, pues había dado varios golpes (uno por cada dedo), y concedieron la victoria al fallecido. Además, le erigieron una estatua en Argos. Tal fue la repercusión que el brutal combate tuvo a través de los siglos que dos mil años después, el escultor italiano Antonio Canova inmortalizó a los dos campeones en un monumento que hoy se encuentra en los Museos Vaticanos.